# Chiesa di San Volfango (Metnitz)
La chiesa di San Volfango (in tedesco St. Wolfgangs Kirche) è un santuario di Grades, frazione del comune austriaco di Metnitz nel Distretto di Sankt Veit an der Glan del Land della Carinzia. Rappresenta una delle chiese fortificate del tardo gotico più importanti in Austria, appartiene alla parrocchia della chiesa di Sant'Andrea, molto precedente come edificazione, si trova nella diocesi di Gurk e risale al XV secolo.

## Storia

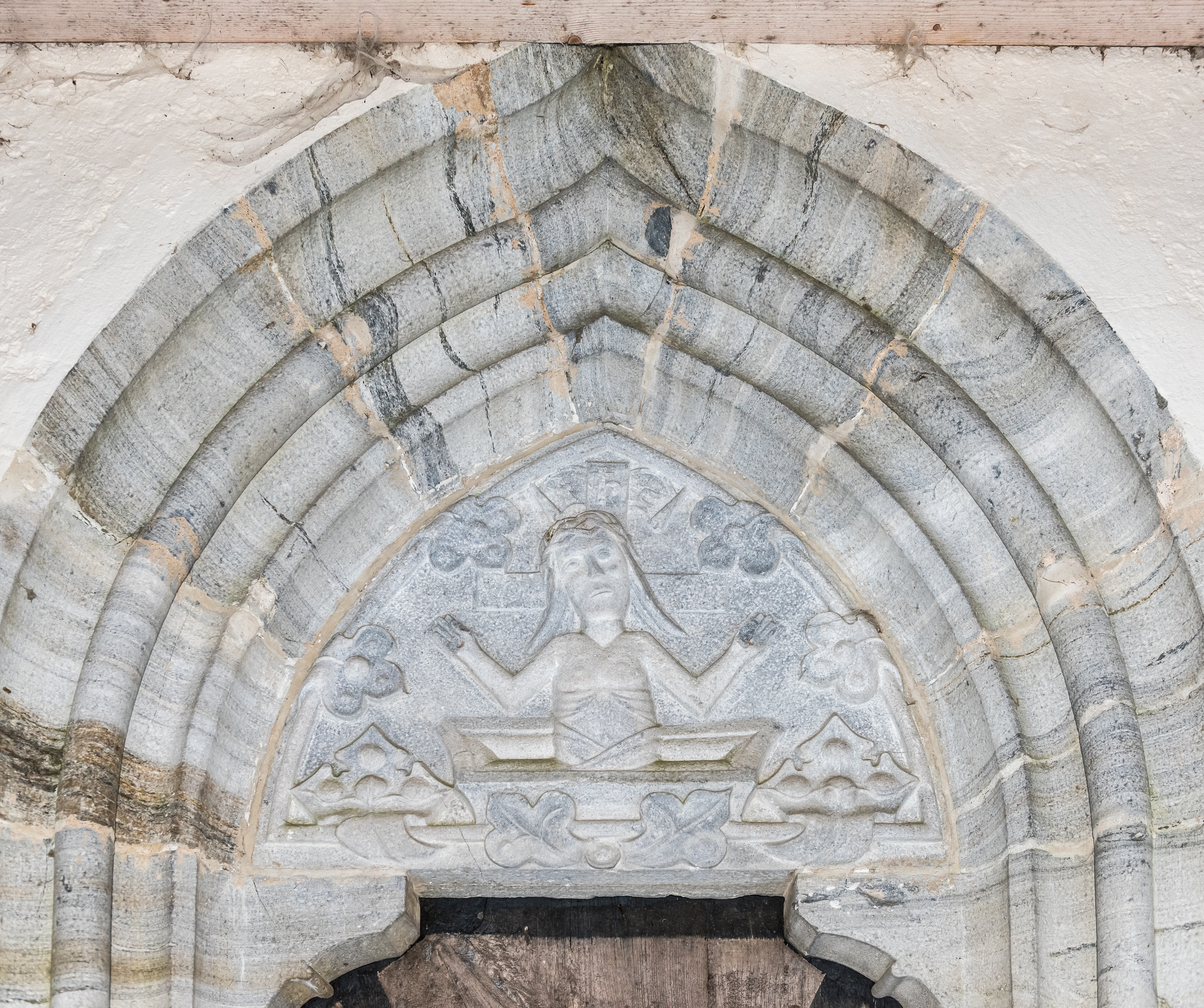
Particolare del portale gotico settentrionale con bassorilievo

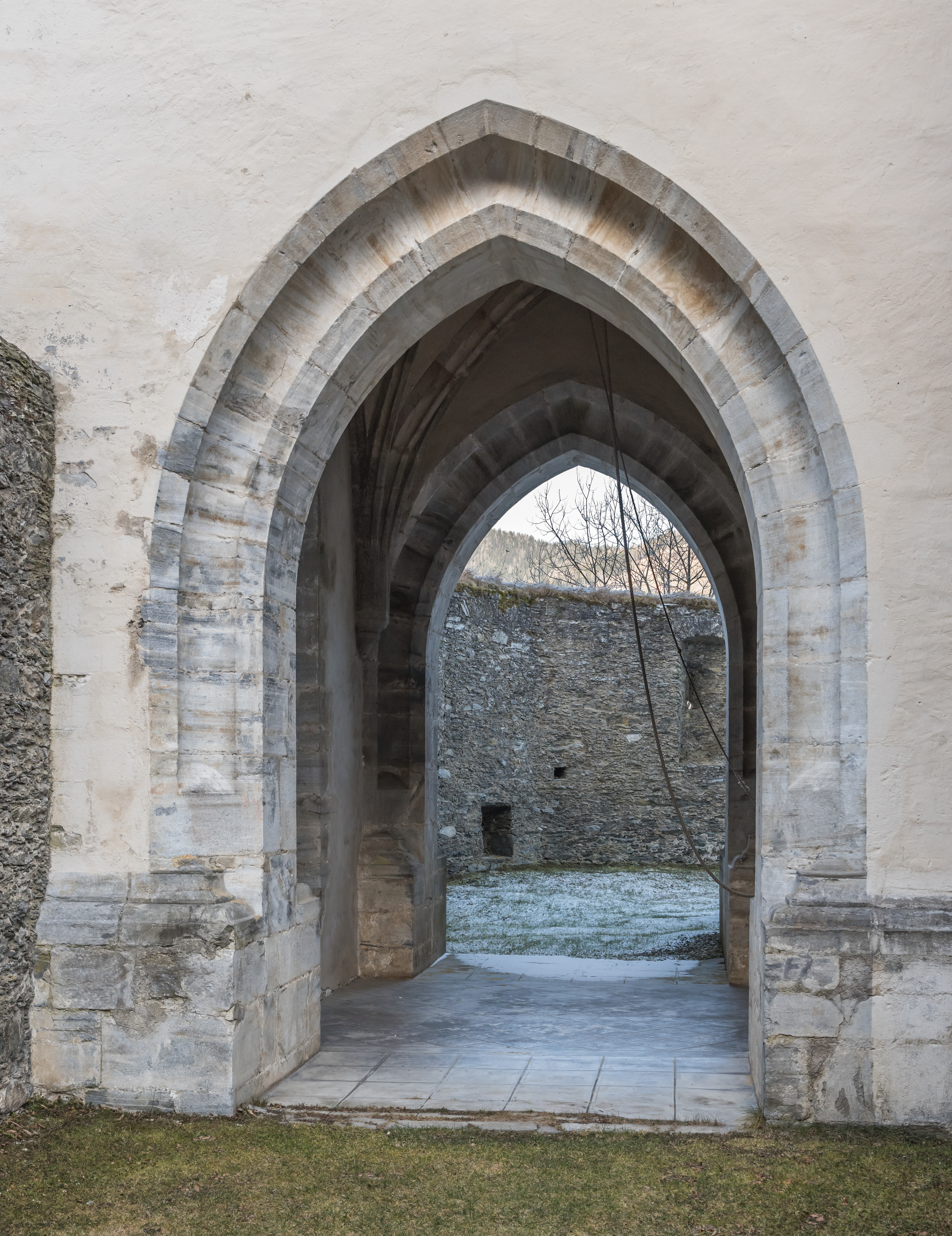
Portale di accesso della torre

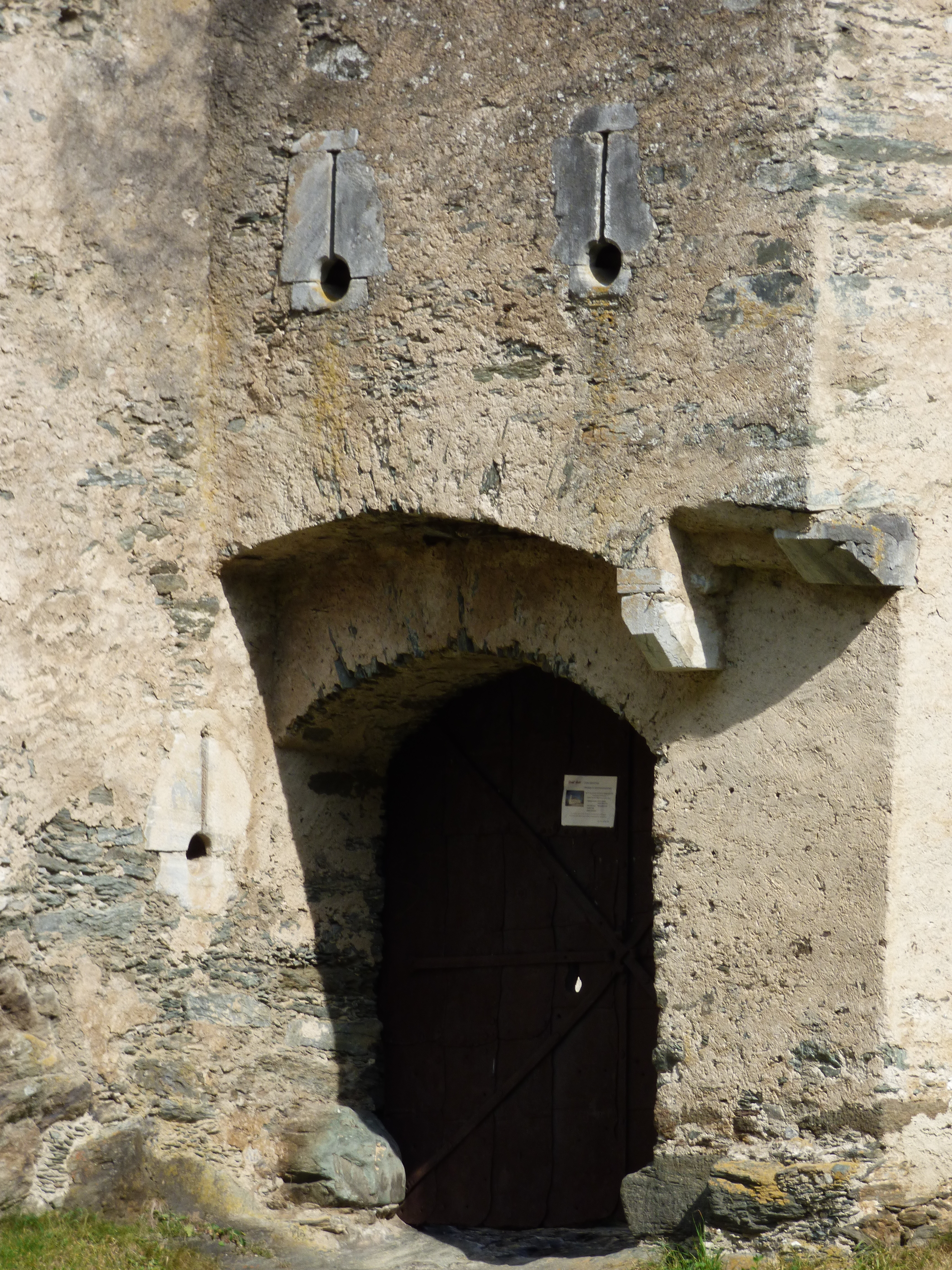
Sagrato fortificato, portale sud all'esterno

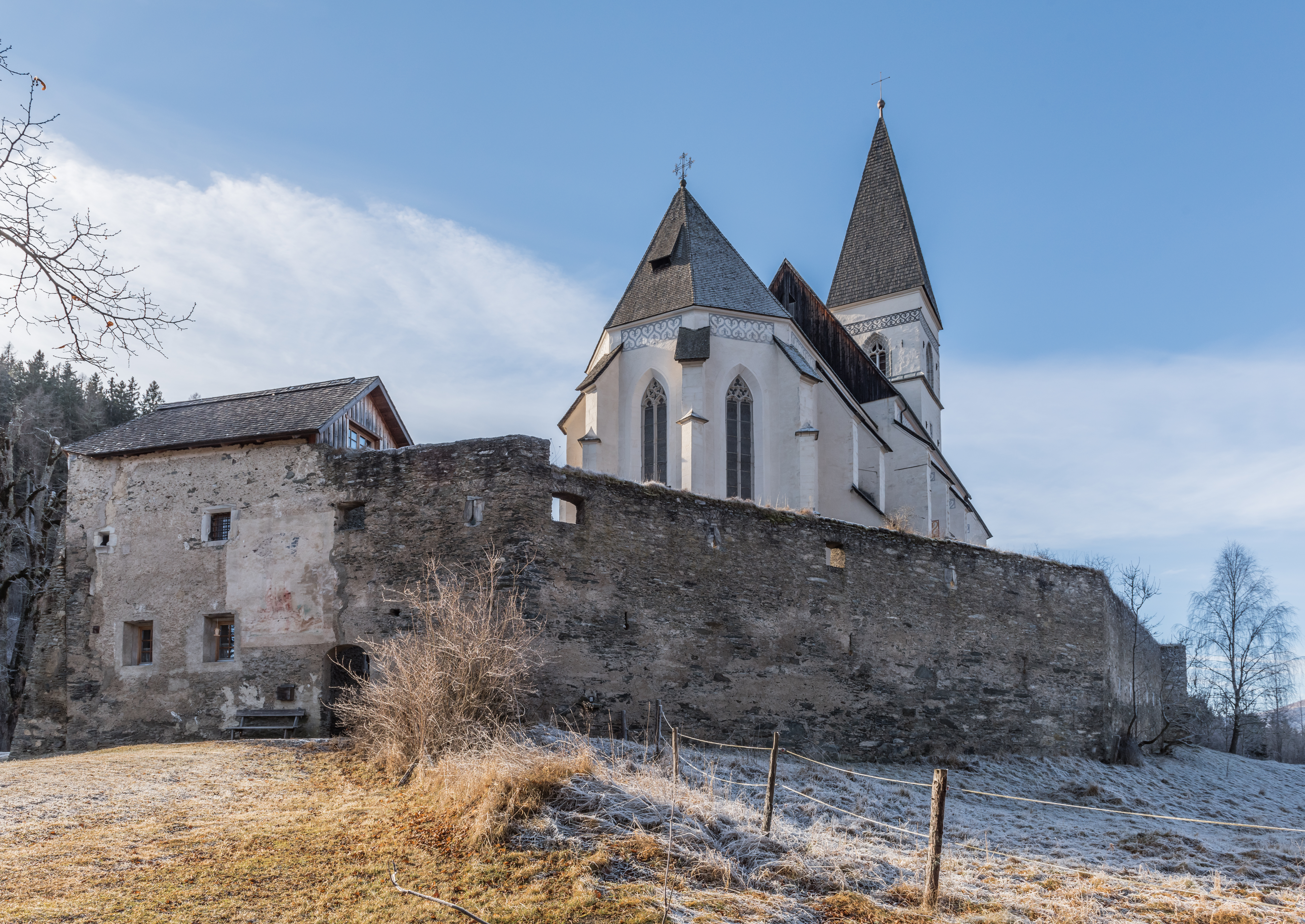
Parte absidale della chiesa e muro di sostegno del sagrato

Secondo la leggenda san Volfango soggiornò a Grades durante una delle sue traversate delle Alpi nel 977. Sin dal XII a Grades esisteva un castello dei vescovi di Gurk, poi ricostruito sino a diventare il recente castello di Grades e secondo un documento del 1404 i cittadini di Grades erano tenuti a svolgere diversi lavori presso il castello vescovile per mantenere efficiente la fortificazione, ripararla e, in caso di minaccia, difenderla costituendo così la guardia del castello. Per dare una maggior motivazione ai cittadini il vescovo probabilmente dispose per costruire una chiesa dotandola di prerogative e grazie speciali per attirare molti pellegrini. La prima pietra per la costruzione della chiesa fu posta nell'estate del 1453 su incarico del vescovo di Gurk Johann Schallermann e la supervisione di Andreas von Grades. L'edificio fu completato dopo 21 anni di costruzione sotto il vescovo Lorenz von Freiberg nel 1474. Nello stesso anno l'edificio fu gravemente danneggiato da un incendio e i restauri necessari per le riparazioni durarono fino al 1512. Nel corso della ricostruzione furono costruite imponenti fortificazioni con mura adattate alla collina rocciosa e con feritoie insolite per una chiesa fortificata, adatte anche per l'uso di armi leggere. Fu probabilmente a causa delle invasioni turche durante il periodo della costruzione che la chiesa fu circondata da queste mura difensive che non servivano a proteggere la popolazione, che in caso di pericolo si rifugiavano fuggirono nel vicino castello, ma aveva lo scopo di proteggere la chiesa stessa.
Nel 1459 papa Pio II aveva intanto concesso una lettera di indulgenza e così la chiesa divenne ben presto un luogo di pellegrinaggio. Nel 1766 sulla torre campanaria fu posta una cupola a cipolla in stile barocco che dopo un incendio nel 1949 fu sostituita dal tetto a forma piramidale.

## Descrizione

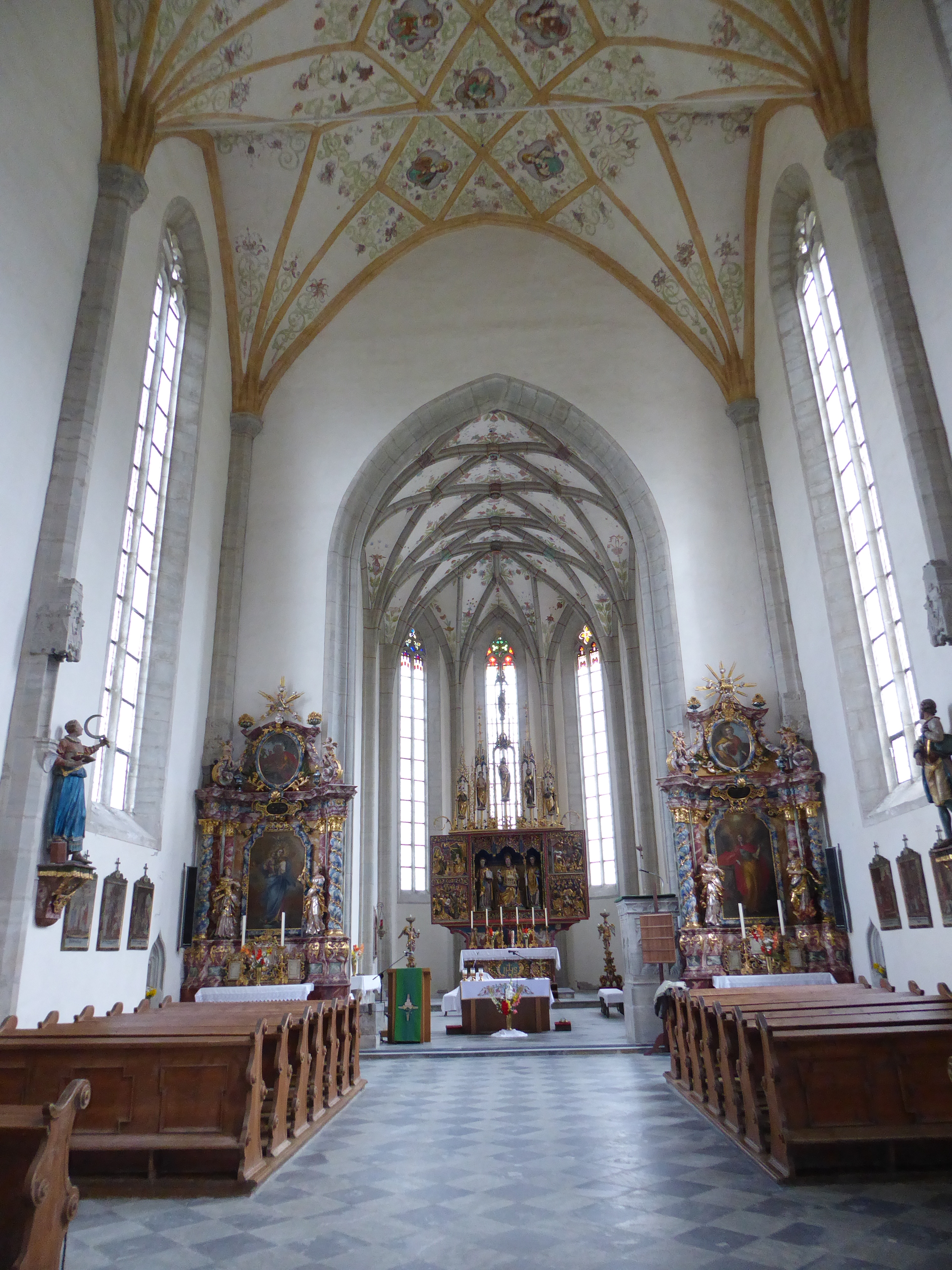
Navata della chiesa

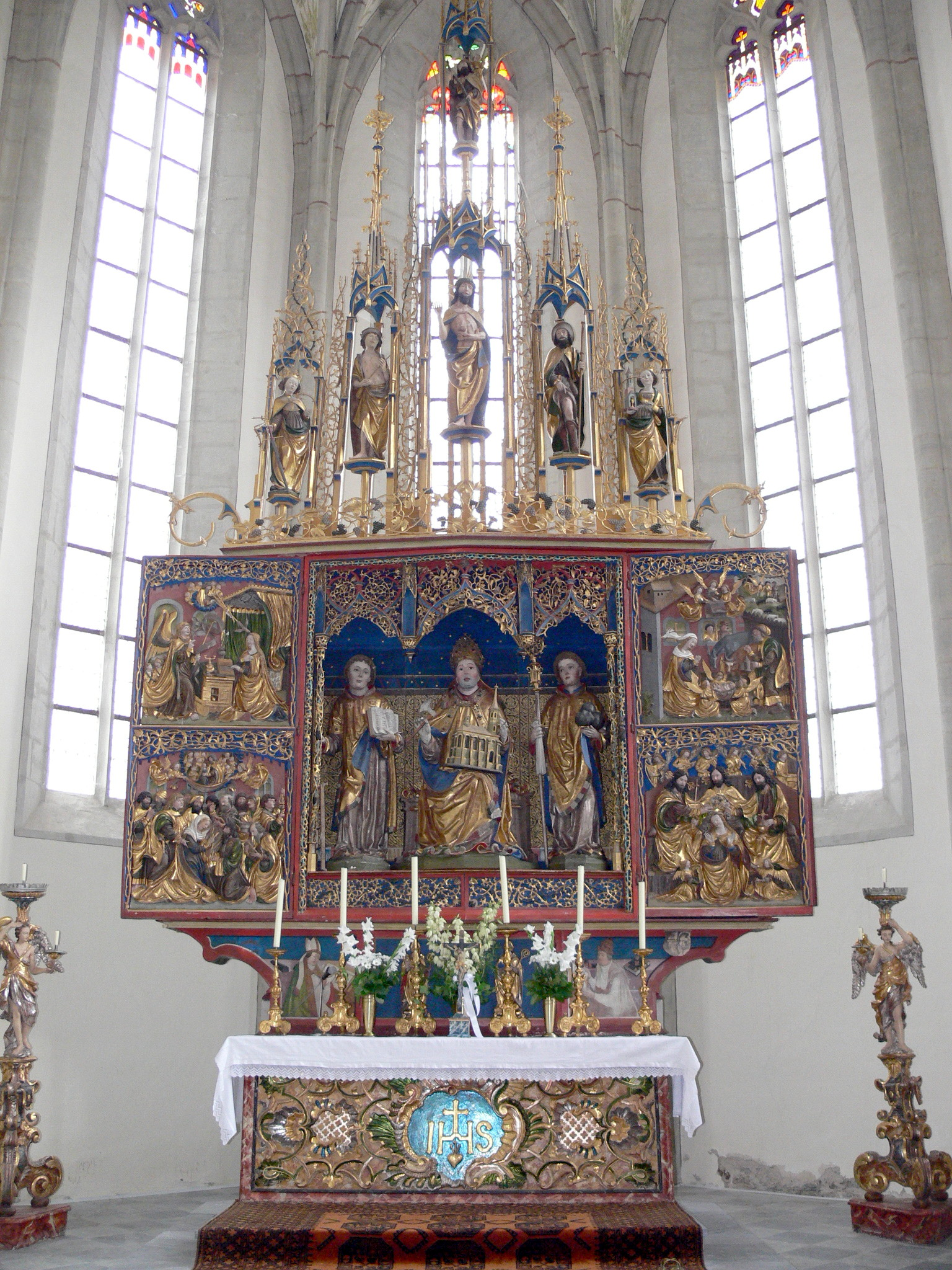
Interno. Presbiterio con altare maggiore

### Esterni
Il santuario si trova in posizione dominante e ben visibile anche da lontano nella parte meridionale dell'abitato di Grades, frazione del comune austriaco di Metnitz nel Distretto di Sankt Veit an der Glan, Land della Carinzia. Mantiene fortificazioni ancora molto ben conservate ed è, dal punto di vista storico-artistico, una delle chiese fortificate del tardo gotico più importanti in Austria. L'edificio nel suo insieme e le decorazione interne non hanno subito grossi cambiamenti dopo la sua costruzione del XV secolo e la sua ricostruzione dopo il rovinoso incendo ultimata nella prima metà del secolo successivo.Il muro della chiesa è simile a una fortezza su un altopiano roccioso, è alto fino a 9 metri e spesso fino a 75 cm, racchiude un sagrato lungo 60 metri e largo 30 e in origine era dotato di merlatura in legno. La torre si alza per 5 piani, è posta sul lato ovest ed è integrata nella struttura difensiva. L'atrio della torre con volta a stella su mensole è aperto a sud e a nord con portali culminanti con archi a sesto acuto. Il muro occidentale è forato da una finestra nasale a traforo, fissata da sbarre di ferro collegate da anelli. A destra del portale è presente un'acquasantiera in pietra con impresso l'anno 1765. Ci sono finestre con sbarre su ogni piano della torre. L'originale copertura piramidale, tipica delle chiese gotiche, fu sostituita nel 1766 da un tetto barocco a cipolla che bruciò nel luglio 1949 insieme al tetto della navata e del coro e fu sostituito dal recente ripido tetto piramidale ricoperto di scandole di legno. Il portale sud della navata viene utilizzato come ingresso principale ed è molto simile al portale ovest, ma più semplice. Anche qui troviamo un'acquasantiera in pietra decorata con uno stemma e a sinistra del portale una tavola sacrificale in pietra.

### Interni
La navata interna è unica e contiene opere artistiche di grande interesse. L'altare maggiore, realizzato come tipico altare alato, è tra i più importanti nel suo genere in Austria e unico in Carinzia. La pala d'altare che raffigura San Volfango comprende anche scene con la Vergine Maria e scene che ricostruiscono la leggenda di Wolfgang.

### Bene architettonico tutelato
Il santuario di San Volfango di Grades è stato posto sotto tutela dei monumenti da parte della Repubblica austriaca col numero 61808.